# Río Esk
El río Esk se localiza en Yorkshire del Norte, Inglaterra y desemboca en el mar del Norte en Whitby tras un curso de unos 45 km a través del valle de Eskdale, cuyo nombre recibió por el propio río.

## Visión general
Debido a su naturaleza rural, el río es limpio y saludable, manteniendo una riqueza de vida salvaje. A lo largo de Eskdale frezan salmones, y se les proporcionan una serie de "saltos" para permitirles viajar a través de los vertederos hidráulicos en el curso del río. Hay ejemplos notables en Ruswarp, donde empieza el tramo de marea a través de Whitby, y en Sleights. Alrededor de Whitby, el río Esk posee una gran población de truchas, y destaca por sus mejillones de río, aunque estos están en peligro de extinción debido a las acumulaciones de limo en el río. El Esk es también el único río mayor en Yorkshire que desemboca directamente en el mar del Norte.
El río se eleva en los Esklets en Westerdale Moor, en los North York Moors, fluyendo por Westerdale antes de fusionarse con un gran número de arroyos de las colinas periféricas, incluyendo los arroyos Tower, Baysdale, Sleddale, Danby, Great Fryup, Stonegate, Glaisdale y Murk. Fluye hacia el este a través del valle conocido como Eskdale, deja los páramos por los pueblos de Sleights y Ruswarp, entre los cuales forma la fronte de los North York Moors, y alcanza el mar del Norte unos 5 km más adelante biseccionando la ciudad de Whitby.
A la mitad del río en el puente de Danby, North Yorkshire, hay un vado en el que los vehículos pueden quedarse estancados.
Entre el cruce de Fryup Dale y Lealholm, el río pasa a través de un valle estrecho, de laderas empinadas y arbolado conocido como Crunkly Ghyll. Aquí, el río cae 30 m desde el valle hasta alcanzar el pueblo. Crunkly Ghyll se formó durante la última edad de hielo como un gran muro de hielo a través del paisaje, dando lugar a lo que ahora es Esk Valley hasta Lealholm. En la cabecera se formó una enorme presa bloqueando la corriente de agua desde arriba y creando un lago que volvía al valle hacia Commondale. Cuando el hielo se derritió, el río se abrió camino esculpiendo el barranco que vemos hoy. En la época victoriana, en el Ghyll se encontraba un gran jardín rocoso, abierto al público, pero el flujo del río lo eliminó hace mucho tiempo.
Los pequeños pueblos a lo largo del río fueron una vez de gran importancia industrial para el noreste, con minas de carbón en los valles, y canteras de minerales de hierro en los páramos circundantes. Hoy en día, todo lo que queda son los pozos, aunque se mina potasa cerca de Boulby, con túneles de unos 9 kilómetros y medio bajo el mar, unos de los más profundos de Europa.

## Ordenanza municipal de 1987
Desde 1987 entró en vigor una ordenanza municipal para proteger las poblaciones cada vez más escasas de salmones y truchas marinas. La Ordenanza sobre el canal de marea del río Esk de 1987 prohíbe la pesca del salmón y la trucha a lo largo del tramo entre Ruswarp y Whitby conocido como el canal de marea. La Agencia del Medio Ambiente del Reino Unido hace cumplir la ordenanza de acuerdo con el Artículo 120 y la Cláusula 15 de la Ley de Recursos Hídricos de 1991. La ordenanza se renovó en 1997 durante 5 años, y de nuevo en 2002 durante 10 años. Tras alcanzar la cifra máxima de 924 salmones pescados con caña al año en 1965, el número cayó a solo 11 en 1989. Esto se debió principalmente a la pesca furtiva de las reservas de peces en este tramo con el pretexto de pescar con caña. Desde que se presentó y se hizo cumplir la ordenanza, el número de salmones pescados con caña al año ha ido aumentando año tras año hasta 177 en 2010.

## Ciudades y pueblos junto al río
- Westerdale
- Castleton
- Ainthorpe
- Danby
- Lealholm
- Glaisdale
- Egton Bridge
- Grosmont
- Sleights
- Aislaby
- Briggswath
- Ruswarp
- Whitby

(desemboca en el Mar del Norte)
El Esk Valley Walk recorre parte del tramo del río.